# Giovanni Anselmo
Giovanni Anselmo (Borgofranco d'Ivrea, 5 de agosto de 1934 – Turin, 18 de dezembro de 2023) foi um escultor italiano e um dos principais representantes da Arte Povera (arte pobre, em português), que consiste em se aproximar da natureza material orgânico e inorgânico, geralmente de origem agrícola.

## Biografia

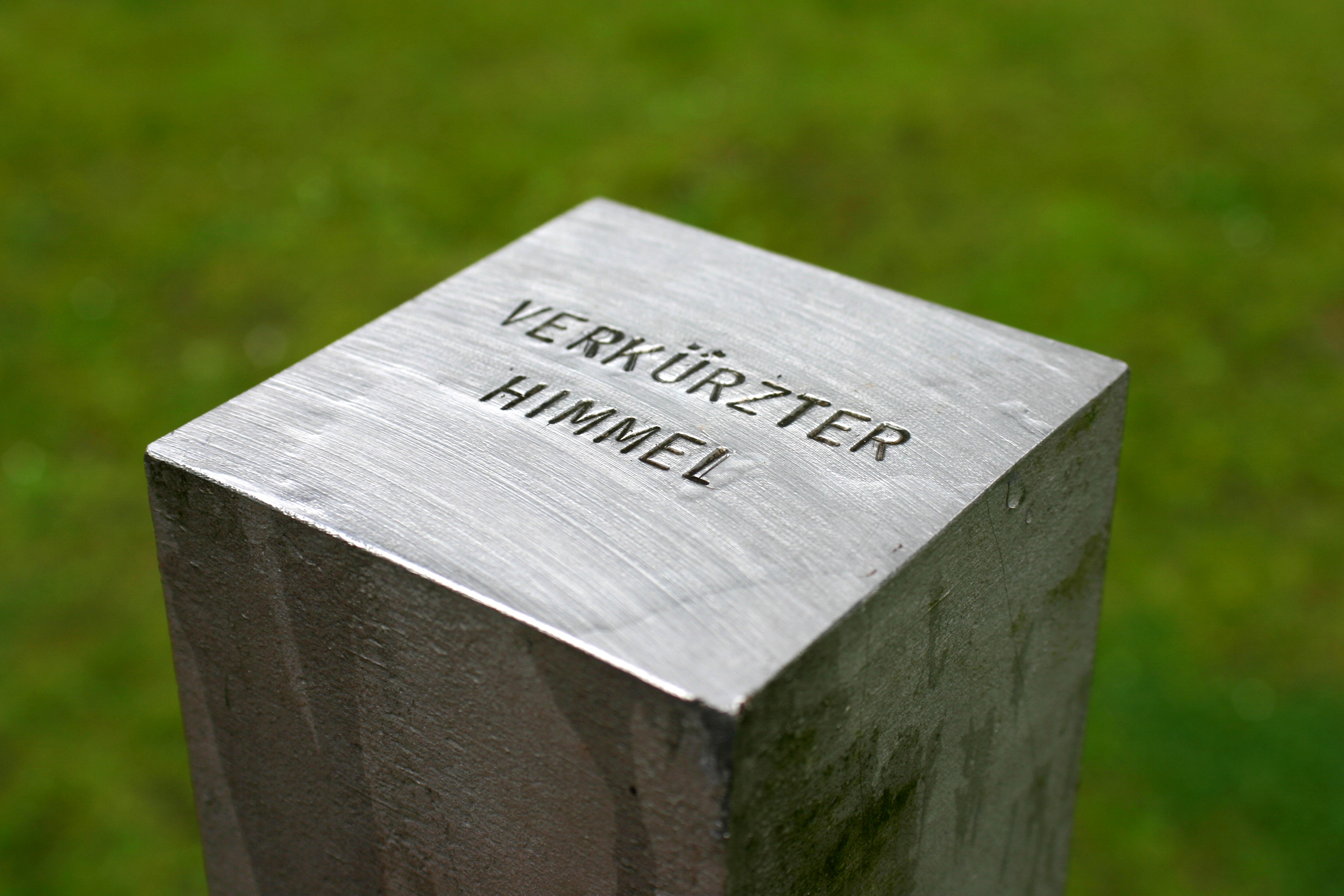
Verkürzter Himmel (1987). Local: Münster, Alemanha

As obras de Giovanni Anselmo consistem de granito, madeira, pele animal e outros materiais.
Em 1972 participou na exposição de arte documenta 5. Em 1990 ganhou o Leão de Ouro de Pintura na Bienal de Veneza.

## Morte
Anselmo morreu no dia 18 de dezembro de 2023, aos 89 anos.